# Prime de précarité
La prime de précarité est une mesure inscrite dans le code du travail français. Le terme 'prime' est impropre, car l'article L1243-8 indique bien qu'il s'agit d'une indemnité. Cette prime est versée au salarié en fin de contrat à durée déterminée (CDD) par son employeur. 
L'Article L1243-8 du code du travail français dispose que : « Lorsque, à l'issue d'un contrat de travail à durée déterminée, les relations contractuelles de travail ne se poursuivent pas par un contrat de travail à durée indéterminée, le salarié a droit, à titre de complément de salaire, à une indemnité destinée à compenser la précarité de sa situation. »
Le montant de la prime de précarité équivaut au minimum à 10 % de la rémunération totale brute due. Elle n'est pas versée en cas de rupture anticipée du contrat par le salarié de rupture du contrat due à une faute grave du salarié ou refus du salarié, de conclusion d'un CDI, ou à la suite d'un CDD. 
Cette prime n'est pas versée dans le cas d'un contrat saisonnier.

Elle ne l'est pas non plus dans le cadre des emplois aidés par l'État.(1)

La prime de précarité d'emploi n'est donc pas due dans les cas suivants :
- contrat initiative emploi (CIE) ;
- contrat emploi-jeune ;
- contrat d'apprentissage ;
- contrat de professionnalisation ;
- contrat d'avenir ;
- contrat d'accompagnement dans l'emploi (CAE) ;
- contrat insertion-revenu minimum d'activité (CI-RMA).
- contrat à durée déterminée dans la fonction publique (durée d'1 à 3 ans)
  - À l'exception des CDD publics de moins d'un an conclus après le 1er janvier 2021.

De même, elle n'est pas versée lorsque le contrat est conclu au titre de dispositions législatives et réglementaires destinées à favoriser l'embauchage de certaines catégories de personnes sans emploi ou lorsque l'employeur s'engage, pour une durée et dans des conditions qui seront fixées par décret, à assurer un complément de formation professionnelle au salarié.
Statut fiscal de la prime de précarité :
- Impôt sur le revenu : imposable en totalité ;
- Cotisations salariales : assujetties en totalité ;
- CSG et CRDS : assujetties en totalité.

Cette prime doit apparaitre comme faisant partie du salaire brut dans le dernier bulletin de salaire.